# Crepicardus klugii
Crepicardus klugii is een keversoort uit de familie van de kniptorren (Elateridae). De wetenschappelijke naam van de soort werd in 1838 als Melantho klugii gepubliceerd door Francis de Laporte de Castelnau.